# Ordinul 66
Ordinul 66 este ordinul prin care Darth Sidious aka Emperor Palpatine a pus sa fie distrus ordinul Jedi, în Star Wars: Episode III Revenge of the Sith. Singurii supraviețuitori ai masacrului au fost Obi-Wan Kenobi și Yoda.
Ca urmare a ordinului 66, Darth Sidious a transformat Republica în primul Imperiu Galactic, ajutat de Anakin Skywalker să-l ucidă pe Mace Windu, Contele Dooku, armata de droizi și toți viitorii Jedi.
Anakin devine ucenicul lui Sidious și urmează să conducă Imperiul în următoarele 3 filme ale seriei ca Darth Vader și Împaratul Palpatine. Cei doi se ucid reciproc în Star Wars: Episode VI Return of the Jedi, când Împăratul îl curentează pe Vader cu fulgerul Sith în timp ce acesta îl arunca în generatorul Stelei Morții.

## Supraviețuitori ai ordinului 66
- An'ya Kuro
- Ahsoka Tano
- Aqinos
- A'Sharad Hett
- Beldorion
- Bol Chatak
- Bultar Swan
- Callista Ming
- Corwin Shelvay
- Dama Montalvo
- Darrin Arkanian
- Dass Jennir
- Deran Nalual
- Dorn Tavers
- Drake Lo’ogan
- Drun Cairnwick
- Echuu Shen-Jon
- Ekria
- Empatojayos Brand
- Ephaan Kenzon
- Ferus Olin
- Fy-Tor-Ana
- Garen Muln
- Geith
- Gruu Dunrik
- Halagad Ventor
- Ikrit
- Iwo Kulka
- Jaden Kirtk
- John Shepard
- Julif Yaven
- Jastus Farr
- Kazdan Paratus
- Kai Hudorra
- EzwE
- Kai Justiss
- Kaoln
- Kanan Jarrus
- Kento Marek
- K'Kruhk
- Klossi Anno
- Koffi Arana
- Lui Fletnet
- Ma'kis'shaalas
- Mallie Marek
- Nam Poorf
- Neth Enasteri
- Noirah Na
- Obi-Wan Kenobi
- Olee Starstone
- Ood Bnar
- Plett
- Qid Proko
- Quinlan Vos
- Qu Rahn
- Rahm Kota
- Roan Shryne
- Roblio Darté
- Shuuta
- Stove Skywaska
- Reyna
- Killjoy
- Shaak Ti
- Siadem Forte
- SiguroT cura
- Sia-Len Wezz
- Sinsor Khal
- Taselda
- Tholme
- T'ra Saa
- Tyneir Renz
- Vergere
- Vima Da Bodda
- Vico Kouss
- Ydra Kilwallen Sibwarra
- Ylenic It'kla
- Yoda
- Zonder
- Zukuttuku Chang